# Warlukurlangu
Warlukurlangu (englisch: Artist Aboriginal Corporation) ist eine Künstlerorganisation mit einem Kunstzentrum, die sich in Yuendumu, 300 Kilometer westlich von Alice Springs im Northern Territory in Australien befindet. Sie besteht ausschließlich nur aus Aborigines und wird von ihnen aus eigener Kraft finanziert und organisiert. Für die Künstler ist ein eigenes Gebäude zur Herstellung von Kunstwerken vorhanden.

## Name
Warlukurlangu bedeutet in der Sprache der Warlpiri belonging to fire (deutsch: dem Feuer gehörend). Der Name geht zurück auf eine Geschichte der Traumzeit des Warlpiri-Volkes, die sich westlich von Yuendumu ereignete.

## Ziele
Die Organisation wurde im Jahre 1985 gegründet und verkauft seit 1986 ohne Zwischenhändler Kunstwerke ihrer Künstler direkt an Endkunden. Ihr gehören etwa 600 Mitgliedern an sie und ist weltweit aktiv. Die Kunstwerke ihrer Mitglieder sind in zahlreichen Ausstellungen gezeigt worden und durch weitere Publikationen bekannt geworden.
Diese Organisation zielt nicht auf Gewinne ab. Sie wird geführt von einem aus 16 Personen, 8 Frauen und 8 Männer bestehenden Exekutivkomitee. Dieses Komitee vertritt die Belange aller beteiligten Aborigine-Gruppen, setzt Regeln, fällt Entscheidungen über die Gesamtorganisation und den Verkauf der Kunstwerke. Warlukurlangu vertritt die Interessen der Künstler nicht nur ökonomisch, sondern fördert das kulturelle Erbe, das mit den Bildern verknüpft ist. Es ist eines der größten und erfolgreichsten Kunstzentren der Western Desert mit zahlreichen angesehenen Aborigine-Künstlern.

## Kosten
Künstler dieser Region sind sehr daran interessiert in dieser Organisation zu arbeiten und dort zu leben. Im Zentrum der Künstlerorganisation werden die Kunstwerke hergestellt und die entstandenen Werke werden von dieser Organisation für Kataloge und zum Verkauf vorbereitet. Nach einem erfolgreichen Verkauf eines Kunstwerks wird der Erlös finanziell zwischen Künstler und Warlukurlangu aufgeteilt. Warlukurlangu übernimmt die Fracht, Büro- und IT-Kosten, Promotion, Material- und die Verwaltungskosten sowie Verpflegung und Reisen der Künstler in die Umgebung. Die Organisation hat 3 in Vollzeit beschäftigte leitende Angestellte und es ist weiteres Personal beschäftigen.